# Musée provincial du Hubei
Musée provincial du Hubei (chinois simplifié : 湖北省博物馆 ; chinois traditionnel : 湖北省博物館 ; pinyin : húběi shěng bówùguǎn est un musée situé à Wuhan, chef-lieu de la province du Hubei, en République populaire de Chine.
Parmi les pièces de ce musée, on peut citer l'épée de Goujian, comportant de la calligraphie oiseaux et insectes.